# 海鬣蜥
海鬣蜥（學名：Amblyrhynchus cristatus），又名加拉帕戈斯海鬣蜥或鈍鼻蜥，是僅出沒在厄瓜多爾科隆群島的鬣蜥科物種，獨有在海中生活及覓食的能力。牠們分佈在群島的所有島嶼上。牠們主要棲息在岩石海邊，但也會出沒在沼澤及紅樹林。

## 亞種
自2017以來所查出以下的亞種：
- Amblyrhynchus cristatus cristatus[2]
- Amblyrhynchus cristatus godzilla Miralles, Macleod, Rodríguez, Ibáñez, Jiménez-Uzcategui, Quezada, Vences & Steinfartz, 2017[2]
- Amblyrhynchus cristatus hassi
- Amblyrhynchus cristatus hayampi
- Amblyrhynchus cristatus jeffreysi
- Amblyrhynchus cristatus mertensi
- Amblyrhynchus cristatus nanus
- Amblyrhynchus cristatus sielmanni
- Amblyrhynchus cristatus trillmichi[2]
- Amblyrhynchus cristatus venustissimus
- Amblyrhynchus cristatus wikelskii[2]

## 特徵
達爾文在到達科隆群島時，指海鬣蜥是一種黑色的蜥蜴，長約2-3呎，外表討好及懶洋洋。牠們經常躺在石灘上，在海中覓食。

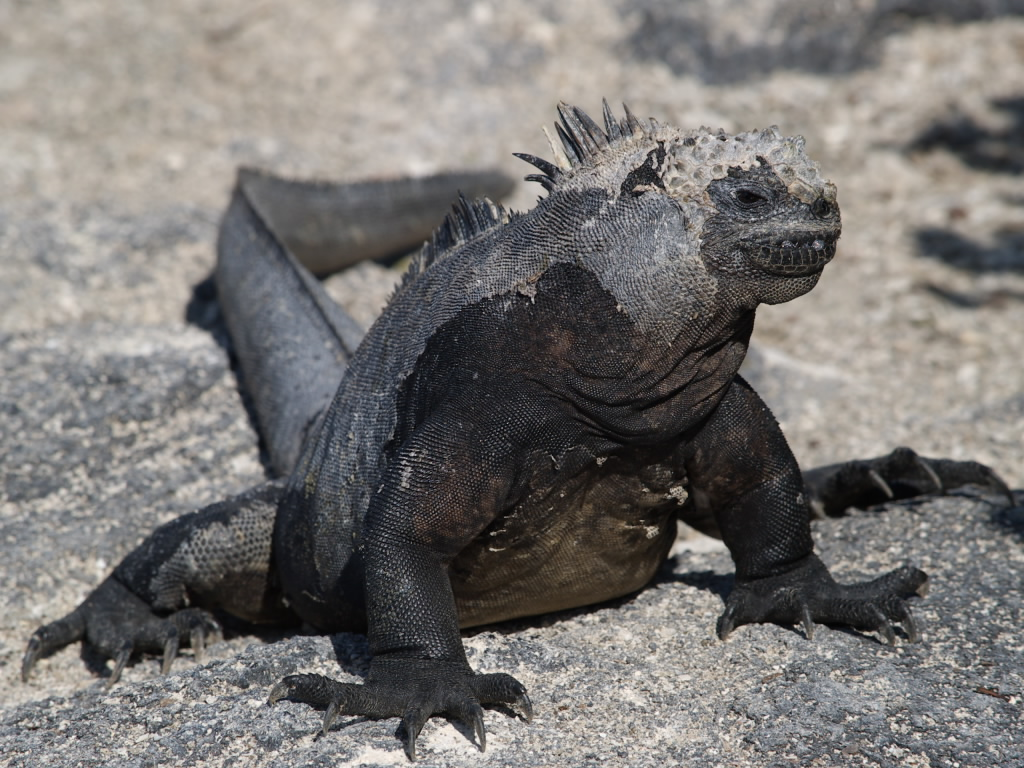
頭上有一層鹽覆蓋的海鬣蜥。

事實上，海鬣蜥並非一定是黑色的。幼蜥的背鰭較為淡色，一些成年標本呈灰色。牠們陰沉的顏色是為吸收熱能，減低消耗能量，避免進入海中容易疲憊。牠們只吃海中的藻類，在取暖時會從鼻噴出多餘的鹽，故其頭部有時會被一層鹽所覆蓋，看似呈白色。雄性在不同季節的顏色也有所不同。在南方島嶼正值繁殖期的雄性較為鮮艷，會呈紅色及綠色；在聖克魯斯島的則會呈磚紅色及黑色；而在費爾南迪納島的呈磚紅色及暗綠色。
不同島嶼上的海鬣蜥在大小上也有不同。在費爾南迪納島及伊莎貝拉島上的是體型最大的，而在捷諾維沙島（Genovesa）上的則是最細小的。成年雄性約長1.3米及重達15公斤，雌性則長0.6米。
在陸地上，海鬣蜥較為笨拙，但牠們在水中卻很靈活，以強壯的尾巴來游泳。

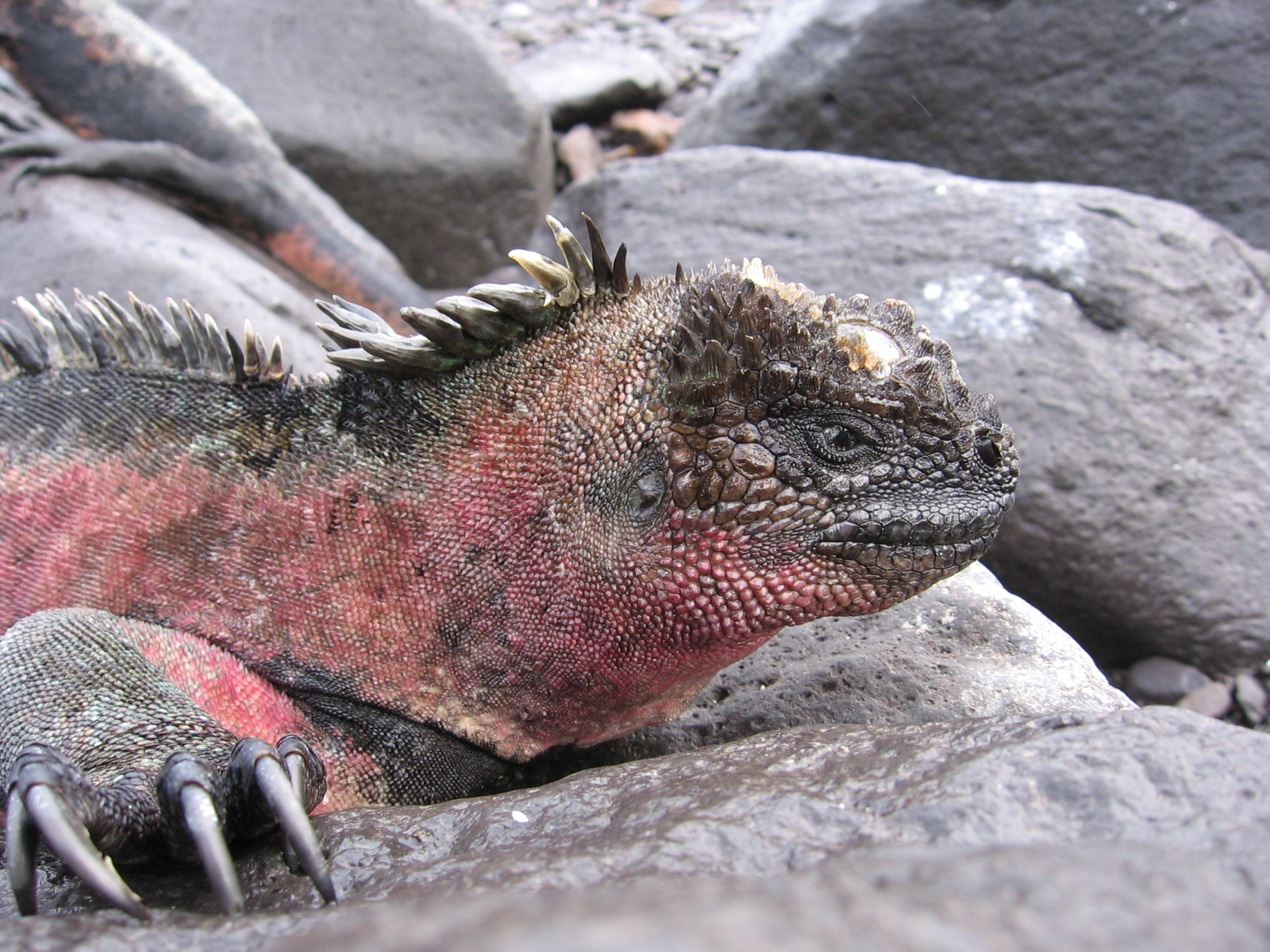
在費爾南迪納島上呈磚紅色的海鬣蜥。

## 行為及生態
海鬣蜥是變溫動物，只能出入海中一段有限的時間。但若是在島嶼附近的淺水區，牠們可以在水中逗留達1.5小時及水深至15米。牠們隨後會回到自己的地盤曬太陽取暖。若身體冰冷，牠們不能有效的運動，容易成為獵食的對象，所以在取暖間牠們特別具有攻擊性。在繁殖期，雄性會變得高度地盤性。雄性會聚集大批雌性，與之交配及防範其他雄性。
海鬣蜥會因應食物供應情況而改變大小。在聖嬰現象出現期間，藻類數量大減，海鬣蜥的長度減少了達20%。當食物供應回復正常，海鬣蜥會還原其長度。估計牠們的骨頭可以縮短達10%。

## 演化歷史
學者認為陸鬣蜥及海鬣蜥是的共同祖先由南美洲來到科隆群島後開始演化出牠們。一般相信這個祖先曾棲息在已沉沒的火山島上。
另一派的學說指海鬣蜥是源自一類已滅絕的海中爬行動物。

## 分類
海鬣蜥的屬名是由兩個古希臘文組成，意為「鈍鼻」。種小名則是拉丁文的「冠」的意思，指其背上的棘冠。海鬣蜥是鬚蜥蜴屬的唯一物種。

## 保育狀況
海鬣蜥受到厄瓜多爾法律的全面保護，且列在《瀕危野生動植物種國際貿易公約》附錄二中。厄爾尼諾現象造成定期的數量減少，而牠們亦受到入侵物種的掠食。根據世界自然保護聯盟，估計其數量有至少5萬隻，而達爾文研究站（Charles Darwin Research Station）則指有數十萬隻。

## 外部連結
- Images of Marine and Land Iguanas （页面存档备份，存于）
- www.galapagosonline.com （页面存档备份，存于）